# Homophileurus integer
Homophileurus integer är en skalbaggsart som beskrevs av Hermann Burmeister 1847. Homophileurus integer ingår i släktet Homophileurus och familjen Dynastidae. Inga underarter finns listade i Catalogue of Life.